# Honoré-Hugues Berriat
Honoré-Hugues Berriat, né le 8 avril 1778 à Grenoble et mort le 10 juin 1854 dans la même ville, est un homme politique français. Il a été maire de Grenoble de 1835 à 1842.

## Biographie

### Famille

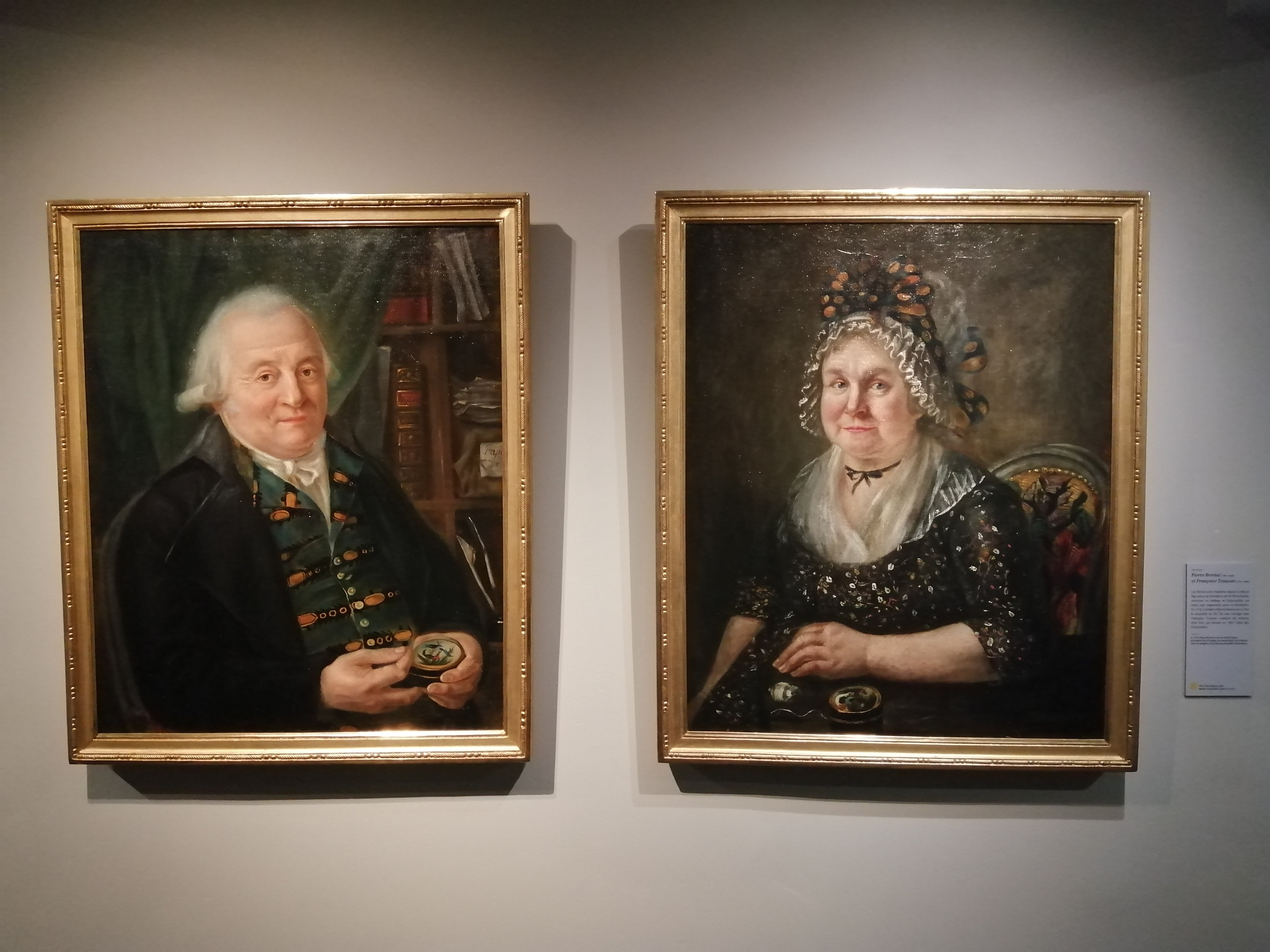
Les parents d'Hugues, Pierre Berriat et Françoise Trousset.

Fils du juriste Pierre Berriat et de Françoise Trousset, mariés le 2 mars 1767, il a dix frères et sœurs parmi lesquels Jacques Berriat-Saint-Prix, Pauline Berriat, Zoé Berriat et Sébastien Berriat.
Jacques-Joseph et Jean-François Champollion sont ses beaux-frères, du fait de l'union entre sa sœur Zoé et Jacques-Joseph le 1er juillet 1807.
Hugues passe une grande partie de sa jeunesse entre Grenoble et Vif, où sa famille possède leur maison familiale que sa sœur Zoé récupère à la mort de leur père en 1825.

### Maire de Grenoble
À partir de 1835, il est élu maire de Grenoble, succédant à Vincent Rivier. La ville lui doit, entre autres, l'éclairage au gaz des rues, la construction du pont Marius-Gontard, la percée au travers des remparts de quartiers anciens, la percée et l'inauguration en 1841 d'une nouvelle voie vers l'ouest de la ville (qui porte aujourd'hui son nom), la construction des quais de l'Isère et le pavage de rues. C'est également sous sa mandature que débute, en 1840, la construction de la citadelle Rabot dans le cadre de la fortification de la Bastille.

### Décès
Hugues Berriat meurt le 10 juin 1854 à Grenoble, à l'âge de 76 ans. Il est inhumé au cimetière Saint-Roch.

## Distinctions
Il a été sous-intendant militaire et décoré de deux titres honorifiques :
- Commandeur de la Légion d'honneur
- Chevalier de l'ordre royal et militaire de Saint-Louis

Il a aussi, entre autres, été le rédacteur de l'ouvrage Législation militaire ou Recueil méthodique et raisonné des lois, décrets, arrêtés et instructions actuellement en vigueur sur toutes les branches de l'état militaire.

## Hommages
Un cours et un quartier de la ville portent aujourd'hui son nom.
Son portrait et l'histoire de sa famille, liée aux Champollion, sont conservés au musée Champollion de Vif, dans l'ancienne demeure familiale des Berriat.

## Portrait
- Classé MH (1998), Portrait d'Hugues Berriat, huile sur toile de l'école française, vers 1795-1805, musée Champollion, Vif[6].

## Œuvres
- Législation militaire ou Recueil méthodique et raisonné des lois, décrets, arrêtés et instructions actuellement en vigueur sur toutes les branches de l'état militaire, 1812.